# Tributylzinn-Verbindungen

Allgemeine Struktur von Tributylzinn-Verbindungen. R kann unter anderem ein Organyl-Rest (Alkyl-Rest, Aryl-Rest, Arylalkyl-Rest etc.), ein Wasserstoff oder ein Halogen sein.

Tributylzinn-Verbindungen (abgekürzt TBT für englisch Tributyltin) sind zinnorganische Verbindungen mit drei Butylgruppen. Verwandte Verbindungen sind die Stoffgruppen der Monobutylzinn-Verbindungen und Dibutylzinn-Verbindungen sowie das Tetrabutylzinn.

## Darstellung
Tributylzinnverbindungen werden ausgehend von Zinntetrachlorid und Butylmagnesiumbromid hergestellt. Diese Reaktionen kann nicht selektiv zur dreifachen Substitution geführt werden, daher entsteht zunächst Tetrabutylzinn. Die Reaktion wird in Diethylether am Rückfluss durchgeführt oder, im industriellen Bereich in Toluol mit einem geringen Zusatz an Diethylether, der für die Grignard-Reaktion notwendig ist.
Die Umsetzung von Tetrabutylzinn und Zinntetrachlorid zu Tributylzinnchlorid verläuft über die Kocheshkov-Umlagerung. Diese basiert darauf, dass Halogenatome und Organylreste zwischen Zinnverbindungen ausgetauscht werden. Die Austausch eines ersten Restes (siehe Gleichung) findet schon bei Raumtemperatur statt, während das Reaktionsgemisch für einen weiteren Austausch auf über 200 °C erhitzt werden muss. Liegen die Edukte im Verhältnis 3:1 vor, wird Tributylzinnchlorid in guter Ausbeute erhalten.
{\displaystyle \mathrm {SnBu_{4}+\ SnCl_{4}\ {\xrightarrow[{}]{}}\ \ SnCl_{3}Bu+\ SnClBu_{3}} }
Tributylzinnchlorid ist die Ausgangsverbindung zur Herstellung der meisten anderen Tributylzinnverbindungen. Die Hydrolyse ergibt bei niedrigen Temperaturen (0 °C bis 5 °C) Tributylzinnhydroxid. Bei Erwärmung reagiert dieses unter Wasserabspaltung zu Bis(tributylzinn)oxid.
Carbonsäureester des Tributylzinns können durch Umsetzung von Tributylzinnhydroxid oder Bis(tributylzinn)oxid mit einer entsprechenden Carbonsäure hergestellt werden. So ergibt die Umsetzung von Bis(tributylzinn)oxid mit Methacrylsäure in Benzol das Tributylzinnmethracrylat.
Tributylzinnhydrid kann durch Reduktion von Tributylzinnchlorid mit Lithiumaluminiumhydrid gewonnen werden:
{\displaystyle \mathrm {2\ R_{3}SnCl+\ LiAlH_{4}\ {\xrightarrow[{}]{}}\ \ 2\ R_{3}SnH+\ LiAlH_{2}Cl_{2}} }
Eine technisch wichtige Methode ist die Reduktion von Tributylzinnchlorid oder Bis(tributylzinn)oxid mit Natriumborhydrid in Ethanol.

## Verwendung
Tributylzinn-Verbindungen wurden in der Vergangenheit (seit den 1970er Jahren) in Antifouling-Anstrichen für Schiffsrümpfe und als Biozide z. B. in Holzschutzmitteln, Silikondichtstoffen, Dachbahnen und für Textilien verwendet. Für Antifouling-Anwendungen wird insbesondere Bis(tributylzinn)oxid eingesetzt, sowie Copolymere aus Methylmethacrylat und Tributylzinnmethacrylat.
1996 wurden in Deutschland 3000 Tonnen Bis(tributylzinn)oxid hergestellt, davon aber weniger als 150 Tonnen verwendet und mehr als 95 % exportiert. Bei der Herstellung von Kunststoffen werden sie als Katalysatoren und Stabilisatoren eingesetzt. TBT-Verbindungen sind aber aufgrund der Ökotoxizität in den meisten Ländern stark eingeschränkt oder verboten. In der EU sind trisubstituierte zinnorganische Verbindungen  seit Juni 2010 in Erzeugnissen verboten. Antifouling-Produkte, die Tributylzinnverbindungen enthalten, inklusive Tributylzinnmethacrylat und Bis(tributylzinn)oxid, werden (Stand 2021) trotz Verbot weiter produziert und in vielen Ländern verkauft.
TBT-Derivate werden auch als Stabilisatoren in Kunststoffen und im Druckereiwesen eingesetzt und können daher auch in bedruckten Textilien, Outdoorjacken und den bis 2002 ausgegebenen 10-Euro-Geldscheinen auftreten.

## Umweltgefahren

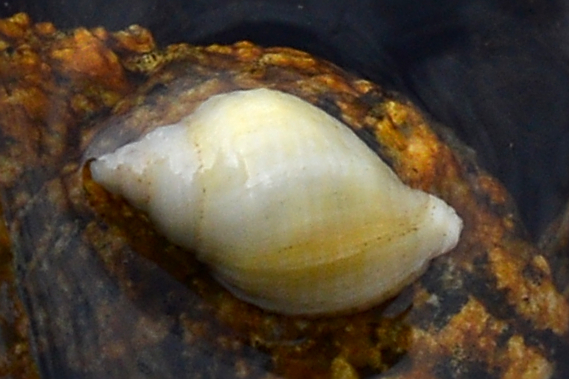
Nordische Purpurschnecke, eine durch Tributylzinnverbindungen gefährdete Art

Tributylzinnverbindungen greifen in den Hormonhaushalt von Lebewesen ein und sind so genannte endokrine Disruptoren. Durch die Verwendung von Tributylzinnverbindungen als Schiffsanstriche bei zahlreichen Tierarten fortpflanzungsunfähige Imposexe entstanden, d. h. bei Weibchen bildeten sich äußere Geschlechtsorgane von Männchen. Diese Effekte betreffen insbesondere Meeresschnecken der Teilordnung Neuschnecken (Neogastropoda), wo Fälle bei 195 Arten nachgewiesen wurden. Der erste Nachweis stammt aus dem Jahr 1970 an Nordischen Purpurschnecken (Nucella lapillus) aus Großbritannien. Schon geringe Mengen der Verbindungen führen zu einer verminderten Fruchtbarkeit der weiblichen Exemplare, größere Mengen führen zur vollständigen Unfruchtbarkeit oder sogar zum Tod, was zu erheblichen Populationsrückgängen geführt hat. Die Bildung der Imposexe basiert vermutlich auf einer Zunahme der Bildung von Testosteron bei weiblichen Tieren, die durch die Tributylzinnverbindungen induziert wird.

## Sicherheitshinweise
TBT-Verbindungen sind hochtoxische Verbindungen. Sie können von Menschen über kontaminierte Meerestiere oder Wein aufgenommen werden. Aufgrund ihrer Lipophilie können TBT-Verbindungen auch direkt über die Haut in den Körper gelangen. Tributylzinn-Verbindungen sind als „prioritärer gefährlicher Stoff“ in Anhang X der europäischen Richtlinie 2000/60/EG (Wasserrahmenrichtlinie) aufgeführt. Die Giftigkeit von Organozinnverbindungen hängt stark von der Anzahl der Alkylsubstituenten ab. Tetraalkylzinn-Verbindungen weisen die niedrigste Toxizität auf. Ansonsten steigt die Toxizität von einem über zwei zu drei Substituenten an, sodass Tributylzinn-Verbindungen im Vergleich mit anderen butyl-substituierten Zinnverbindungen am giftigsten sind.

## Vertreter
- Allyltributylzinn
- Tributylzinnacrylat
- Tributylzinnchlorid (TBTC)
- Tributylzinnfluorid (TBTF)
- Tributylzinnhydrid (TBTH)
- Tributylzinnmethacrylat (TBTM)
- Bis(tributylzinn)oxid (TBTO)
- Vinyltributylzinn